# Калия Пападаки
Калия Пападаки (на гръцки: Κάλλια Παπαδάκη) е гръцка сценаристка, преводачка, поетеса и писателка на произведения в жанра драма.

## Биография и творчество
Калия Пападаки е родена през 1978 г. в Димотика, Гърция. Отраства в Солун.
Учи икономика в САЩ, в колежа „Бард“ и университета в Брандейс. Връщайки се в Гърция, учи филмово изкуство във филмовото училище „Ставракос“ в Атина.
След дипломирането си работи като професионален сценарист на игрални филми. Първият ѝ сценарий е за филма „Септември“ на Пени Панагиотопулу, с който се открива 48-ото издание на Филмовия фестивал в Карлови Вари, и който печели награда за сценарий от Международния балкански фонд.
През 2009 г. е издадена първата ѝ книга, сборникът с разкази „Ο ήχος του ακάλυπτου“ (Звукът на непокритото). Книгата печели наградата „Диавазо“ за литературен дебют.
Участва в сборници с разкази, а стиховете ѝ са публикувани в списанията „Неа Естия“ и „Поезия“. През 2011 г. е издадена стихосбирката ѝ „Λεβάντα στο Δεκέμβρη“ (Лавандула през декември).
По гръцко-френската програма за подкрепа на писатели, преводачи и издатели на Гръцкия и Френския национален книжен център, през 2015 г. е издаден романът ѝ „Δενδρίτες“ (Дендрити). Историята се развива през 1980 г. в Камдън, Ню Джърси, в бедните квартали. Останала сама, след изчезването на брат си и починалата ѝ от мъка майка, 12-годишната Мини нахлува в живота на своя съученик Лито, подкопавайки сигурността на семейството му. Те израстват в свят, труден и несправедливо създаден, във време, което се изплъзва и изчезва. През 2017 г. романът получава наградата за литература на Европейския съюз и наградата на списание „Клепсидра“ за млад автор.
Калия Пападаки живее със семейството си в Солун.

## Произведения
- Ο ήχος του ακάλυπτου (2009) – сборник с разкази[1][3]
- Λεβάντα στο Δεκέμβρη (2011) – стихосбирка
- Δενδρίτες (2015) – роман, награда за литература на Европейския съюз[4]

### Участие в съвместни издания
- Το στίγμα της εποχής μας (2010)[1]
- Ελληνικά ονόματα (2010)
- Το αποτύπωμα της κρίσης (2013)
- 10+1 Из современной греческой прозы: ради радости чтения… (2017)
- Ο πρώτος σταθμός (2018)
- Η χαμένη λεωφόρος του ελληνικού σινεμά (2019)

### Екранизации
- 2013 September – сценарист и съавтор[5][3]
- 2021 42°C – тв минисериал, автор[5]